# Funicolare di Vallvidrera
La funicolare di Vallvidrera è una funicolare lunga 736 metri che si trova a Barcellona nel distretto di Sarrià-Sant Gervasi e che collega la linea Barcellona-Vallès con il quartiere residenziale di Vallvidrera, nella catena montuosa di Collserola.
La funicolare è entrata in funzione il 24 ottobre 1906 e da allora ha svolto un ruolo chiave nello sviluppo di Vallvidrera, in quanto ne è il principale accesso di trasporto pubblico. Inizialmente di proprietà privata, fu successivamente trasferita al governo catalano e, dal 7 ottobre 1979, la funicolare è stata gestita dal Ferrocarrils de la Generalitat de Catalunya (FGC).
La funicolare ha una frequenza di 6 minuti nei giorni feriali e una minore nei fine settimana e nei giorni festivi e ha un tempo di percorrenza di 2 minuti e 50 secondi (senza considerare eventuali fermate intermedie). La funicolare è integrata all'interno del sistema ferroviario ad alta frequenza della metropolitana di Vallès e si trova all'interno della zona tariffaria 1 del sistema di trasporto pubblico integrato a tariffa dell'Autoritat del Transport Metropolità.